# Goniogryllus ovalatus
Goniogryllus ovalatus är en insektsart som beskrevs av Chen, J. och Z. Zheng 1996. Goniogryllus ovalatus ingår i släktet Goniogryllus och familjen syrsor. Inga underarter finns listade i Catalogue of Life.